# Hohenzollern-Sigmaringen
Hohenzollern-Sigmaringen là một Thân vương quốc ở Tây Nam nước Đức ngày nay. Những nhà cai trị nó thuộc về nhánh Swabia cao cấp của Vương tộc Hohenzollern. Những người Swabia Hohenzollern được nâng lên hàng thân vương vào năm 1623. Quốc gia nhỏ có chủ quyền với thủ đô Sigmaringen được sáp nhập vào Vương quốc Phổ vào năm 1850, sau khi nhà cai trị của nó tuyên bố thoái vị sau cuộc cách mạng năm 1848, sau đó trở thành một phần lãnh thổ của Tỉnh Hohenzollern.

## Lịch sử
Chi nhánh cao cấp của Swabia không được lịch sử biết đến nhiều, cũng như dòng Franconia trở thành Bá tước xứ Nuremberg và sau đó cai trị Brandenburg và Phổ, và cả Đế chế Đức.
Bá quốc Hohenzollern-Sigmaringen được thành lập vào năm 1576, trên phân vùng của Bá quốc Hohenzollern, một thái ấp của Đế chế La Mã Thần thánh. Khi vị bá tước cuối cùng của Hohenzollern, Karl I (1512–1579) qua đời, lãnh thổ được chia cho ba người con trai của ông:
- Eitel Friedrich IV xứ Hohenzollern-Hechingen (1545–1605)
- Charles II xứ Hohenzollern-Sigmaringen (1547–1606)
- Christoph xứ Hohenzollern-Haigerloch (1552–1592)

Các Thân vương xứ Hohenzollern-Sigmaringen cai trị một Thân vương quốc nhỏ ở Tây Nam nước Đức, với trụ sở đặt tại Lâu đài Sigmaringen. Không giống như Hohenzollerns của Brandenburg-Phổ, Hohenzollerns của Sigmaringen vẫn theo Công giáo La Mã, cùng với những người anh em họ của họ là Hohenzollern-Hechingen (dòng cao cấp của nhánh Swabia của Nhà Hohenzollern) và Hohenzollern-Haigerloch.
Thân vương quốc trở thành một quốc gia có chủ quyền vào năm 1815 sau khi Đế quốc La Mã Thần thánh bị bãi bỏ vào năm 1806 và nhà cai trị của nó độc lập trong quyền cai trị sau Chiến tranh Napoléon năm 1815. Người cai trị của nó, Karl, bị phế truất trong các cuộc cách mạng năm 1848. Con trai của ông, Karl Anton, kế vị ông, và quay sang Phổ để được viện trợ. Quân đội Phổ đến vào tháng 8 năm 1849, và trong một hiệp ước được ký kết vào tháng 12, Hohenzollern-Sigmaringen bị Vương quốc Phổ sáp nhập, có hiệu lực vào tháng 3 năm 1850. Tuy nhiên, việc sáp nhập nhà nước này không có nghĩa là chấm dứt tầm quan trọng của Nhà Hohenzollern-Sigmaringen.